# Alexander Alexandrowitsch Alow
Alexander Alexandrowitsch Alow (russisch Александр Александрович Алов; geboren am 26. September 1923 in Charkow; gestorben am 12. Juni 1983 in Riga) war ein sowjetisch-russischer Filmregisseur und Drehbuchautor.

## Leben
Als Veteran des Zweiten Weltkriegs erhielt Alow 1944 die Verdienstmedaille im Kampf und 1944 die Medaille für die Verteidigung von Stalingrad sowie 1945 den Orden des Roten Sterns. Er wurde am Nationalen Institut für Kinematographie unter der Leitung von Igor Sawtschenko ausgebildet. Er schloss sein Studium 1951 ab und wurde Direktor des Kiewer Filmstudios für Spielfilme Alexander Dowschenko. 1957 wurde er von Mosfilm eingestellt. Er arbeitete auch als Regisseur am Sowremennik-Theater, wo er 1971 Die Familie Tót von István Örkény adaptierte.
Alexander Alow arbeitete vorwiegend als Regie-Duo mit Wladimir Naumow zusammen. Der erste gemeinsame Film war Gesprengte Fesseln (1951) mit Sergei Bondartschuk. Auf einen weiteren Film, Bewegte Jugend (1955) folgte 1957 die große Literaturverfilmung Wie der Stahl gehärtet wurde mit Wassili Lanowoi. Ein großer Erfolg wurde auch Die Flucht (1971) mit Ljudmila Saweljewa und Alexei Batalow. Im Historiendrama Till Ulenspiegel (1976) spielte Wladimir Naumows Frau Natalja Belochwostikowa die weibliche Hauptrolle der Nele. Belochwostikowa war auch die Hauptdarstellerin des erfolgreichsten Films des Duos Alow und Naumow, Teheran 43 (1980). Der Film, in dem auch die westlichen Stars Alain Delon, Claude Jade und Curd Jürgens spielten, erhielt den Goldpreis des Internationalen Filmfestivals Moskau. Im Sommer 1983 waren Alow und Naumow in Kuldiga in Lettland, um den Film Das Ufer zu drehen. Am 12. Juni erlitt Alow während der Dreharbeiten zu den letzten Sequenzen einen Herzinfarkt und starb wenige Stunden später im Krankenhaus von Riga. Sein Leichnam wurde zur Beerdigung auf dem Wagankowoer Friedhof nach Moskau überführt.
1985 widmete ihm sein Kollege und Freund Wladimir Naumow den Dokumentarfilm Alow. Im selben Jahr wurde er posthum mit dem Staatspreis der UdSSR für den Film Das Ufer ausgezeichnet.

## Filmografie (als Regisseur)
Bei allen Filmen war Wladimir Naumow sein Ko-Regisseur. Bei den meisten Filmen hat Alexander Alow, meist zusammen mit Wladimir Naumow, auch das Drehbuch geschrieben bzw. daran mitgearbeitet.
- 1951: Gesprengte Fesseln (Тарас Шевченко)
- 1955: Bewegte Jugend (Тревожная молодость)
- 1957: Wie der Stahl gehärtet wurde (Павел Корчагин )
- 1959: Gefährliche Mission (Ветер)
- 1961: Friede dem Eintretenden (Мир входящему)
- 1962: Die Münze (Монета) / Fernsehfilm
- 1966: Böse Anekdote (Скверный анекдот)
- 1971: Die Flucht (Бег)
- 1977: Till Ulenspiegel (Легенда о Тиле) / 4-teilige Mini-Serie
- 1980: Teheran 43 (Тегеран-43)
- 1984: Das Ufer (Берег)